# Trujillo (efternamn)
Trujillo är ett efternamn.

## Personer
- Abel Trujillo (född 1983), amerikansk MMA-utövare
- Alfonso López Trujillo (1935–2008), colombiansk kardinal
- Alfredo Kraus Trujillo (1927–1999), spansk operasångare, tenor, se Alfredo Kraus
- César Gaviria Trujillo (född 1947), Colombias president och generalsekreterare för organisationen Organization of American States
- Chad Trujillo (född 1973), amerikansk astronom
- Hector Trujillo (1908–2002), president i Dominikanska republiken
- Rafael Trujillo (1891–1961), president och diktator i Dominikanska republiken
- Rafael Trujillo (seglare) (född 1975), spansk seglare
- Ramfis Trujillo (1929–1969), dominikansk militär, politiker och playboy
- Robert Trujillo (född 1964), amerikansk heavy metal-basist i Metallica
- Sol Trujillo (född 1951), amerikansk affärsman och presidentrådgivare
- Tony Trujillo (född 1982), amerikansk skateboardåkare